# Kinguio-telescópio

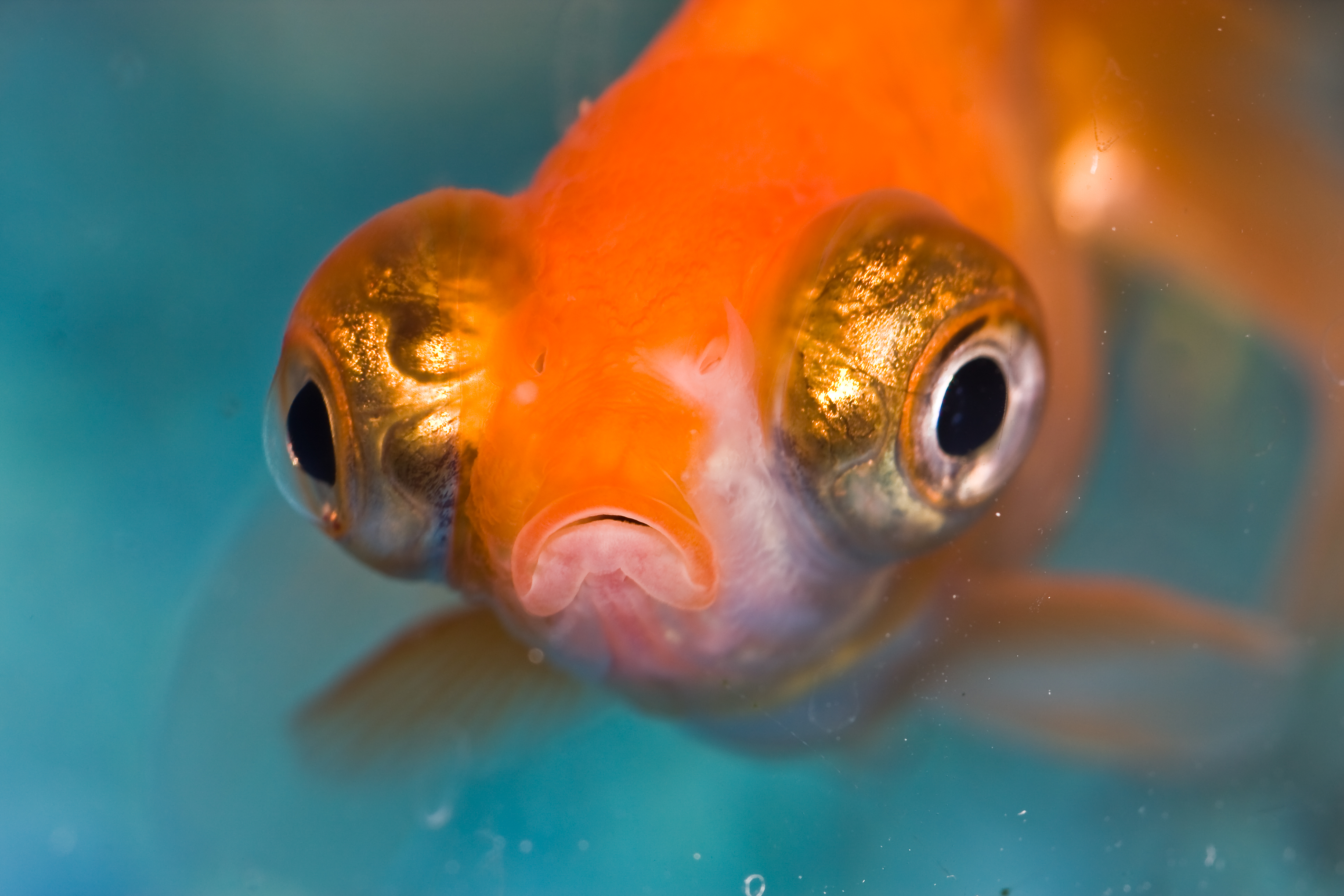
Kinguio-telescópio

O kinguio-telescópio ou charneca é uma raça de Kinguio (Carassius auratus) caracterizado por seus olhos salientes e grandes. Ele também é conhecido como globo ocular ou olho do dragão. Apesar de seu nome ser “Kinguio-telescópio”, ele tem uma má visão, e não devem ser colocados em aquários com objetos cortantes ou pontiagudos. Além de ter uma má visão eles precisam de uma alimentação equilibrada com granulados ou comida (para peixe) hidratada.
Tempo de vida: de 10 a 20 anos 
Já houve relatos de um exemplar de 45 anos